# Умнини
Умни́ни, розовая кость, пинк айвори (англ. pink ivory), умголоти — древесина дерева Berchemia zeyheri (syn. Phyllogeiton zeyheri, syn. Rhamnus zeyheri) из семейства Крушиновые (Rhamnaceae), произрастающего в Южной Африке, Зимбабве и Мозамбике.

## Описание
Растение представляет собой вечнозелёное, иногда опадающее лиственное дерево, достигающее 15-метровой высоты. Цветки желтовато-белые или зеленовато-белые. Коричневато-красные плоды съедобны для людей и животных. Тяжёлая и твёрдая ядровая древесина имеет ярко-розовый цвет.

## Применение
Ярко-розовая древесина умнини используется для изготовления очень дорогих предметов (например киёв). Её название «розовая кость» указывает на необычный цвет и качества, ставящие эту древесину по механическим свойствам ближе к слоновой кости, чем к большинству других пород древесины. Древесина умнини очень тверда, её плотность составляет 990—1000 кг/м³.
Умнини — это «королевское дерево» народа зулу, его могли носить лишь вождь и его сыновья, всех остальных (в том числе чужаков) за такой проступок наказывали смертью.